# LIWEST Arena
Die LIWEST Arena (ehemals Vorwärts-Stadion, auch Stadion an der Volksstraße) ist ein Fußballstadion in der österreichischen Stadt Steyr im Bundesland Oberösterreich. Es ist die Heimspielstätte des Fußballvereins SK Vorwärts Steyr, der derzeit in der Regionalliga Mitte spielt.

## Geschichte
Das erste Stadion an der Volksstraße entstand im Jahr 1920. Die heutige Anlage mit zwei überdachten (Fantribüne im Süden und Haupttribüne im Westen) und zwei offenen Tribünen mit einer Kapazität von 6.000 Besuchern wurde am 20. September 1986 eröffnet. 2007 folgte eine Renovierung und im Juli 2018 der Einbau einer Bewässerungsanlage.
Zur Saison 2022/23 wurde das Stadion in LIWEST Arena umbenannt.

## Besucherzahlen
Vorwärts Steyr lockt mit seiner langjährigen Tradition regelmäßig über 2.000 Besucher zu seinen Heimspielen. In der Saison 2018/19 (der letzten Spielzeit vor der Corona-Krise) betrug der Zuschauerschnitt trotz bescheidener sportlicher Leistung 1.566.

## Geplante Modernisierung
Im Februar 2021 gab der Verein bekannt, dass das Stadion umfangreich modernisiert werden soll. Geplant ist eine Sanierung des Rasens sowie ein Neubau der Büro-, Gastronomie- und V.I.P.-Bereiche. Der Einbau einer Rasenheizung sei jedoch aus finanziellen Gründen kein Thema.